# Auzelles
Auzelles är en kommun i departementet Puy-de-Dôme i regionen Auvergne-Rhône-Alpes i centrala Frankrike. Kommunen ligger i kantonen Cunlhat som tillhör arrondissementet Ambert. År 2022 hade Auzelles 388 invånare.

## Befolkningsutveckling
Antalet invånare i kommunen Auzelles
| Referens: INSEE |